# Townsend (Automobilhersteller)
Townsend war ein US-amerikanischer Hersteller von Automobilen.

## Unternehmensgeschichte
Guy G. Townsend wohnte in Winchendon in Massachusetts. Dort stellte er 1905 drei Fahrzeuge her, von denen er zwei verkaufte. Der Markenname lautete Townsend.

## Fahrzeuge
Das erste Fahrzeug hatte einen Motor mit 4 PS Leistung. Guy Townsend behielt es für sich.
Waldo E. Padelford aus der gleichen Stadt nahm ein Fahrzeug mit gleicher Motorleistung ab.
Fred H. Holmes stammte ebenfalls aus Winchendon. Sein Fahrzeug hatte einen Motor mit 4,5 PS Leistung. Die Aufbauten sind nicht überliefert.